# Friedrich Seipelt
Pour les articles homonymes, voir Seipelt.
Friedrich Seipelt (né à Vienne, le 2 avril 1915 et mort dans la même ville, le 7 mai 1981) était un arbitre autrichien de football. Il débuta en 1954, fut arbitre international de 1956 à 1962 et arrêta en 1966. 

## Carrière
Il a officié dans une compétition majeure : 
- Coupe du monde de football de 1958 (2 matchs)